# Chaos Computer Club
Il Chaos Computer Club (CCC) è un'organizzazione di hacker fondata nel 1981, con sede in Germania ed in altri paesi di lingua tedesca e conta circa 5 500 membri.
Il CCC si descrive come:
In generale, il CCC lotta per una maggiore trasparenza dei governi, per la libertà d'informazione e il diritto umano di comunicare. Aderisce ai principi dell'hacking etico, e combatte anche per il libero accesso alle infrastrutture tecnologiche ed i computer per ogni persona.

## Storia
Il Chaos Computer Club è nato il 12 settembre 1981 a Berlino al tavolo della Kommune 1 presso il giornale Die Tageszeitung, per opera di Wau Holland e altri partecipanti, in previsione dell'importante ruolo che la tecnologia informatica avrebbe giocato in futuro, condizionando il modo di comunicare e il modo di vivere delle persone.
Il CCC è diventato famoso quando, sfruttando le falle della rete di computer tedesca Bildschirmtext, riuscì a fare accreditare al club la somma di 134 000 marchi tedeschi da una banca di Amburgo. Il giorno successivo tutto il denaro fu restituito alla banca in presenza della stampa.
Nel 1989, il CCC è stato indirettamente coinvolto nel primo caso di cyberspionaggio che avrebbe fatto parlare i giornali di tutto il mondo. Un gruppo di hackers tedeschi, guidati da Karl Koch (che era stato affiliato al CCC), è stato arrestato a seguito di intrusioni nelle reti del Governo degli Stati Uniti d'America e di molte società di computer e per la vendita del codice sorgente di un sistema operativo al KGB, i servizi segreti sovietici.
La maggior parte degli exploit scoperti dal CCC sono redatti in un documento Scritto dalla Digital Equipment Corporation's, guidata dalla European Investigator che raccoglie tutte le attività del CCC dal 1980 al 1990, incluse le proteste del CCC contro i test nucleari francesi e il coinvolgimento di alcuni membri nel Partito dei Verdi.
Il CCC è ampiamente conosciuto per le sue dimostrazioni pubbliche inerenti ai rischi legati alla sicurezza. Nel 1996, alcuni membri tramite un attacco alla tecnologia di Microsoft ActiveX, dimostrarono di poter modificare dei dati personali su un database Quicken. Nell'aprile del 1998, il CCC dimostrò con successo la clonazione di una sim GSM, decrittando l'algoritmo COMP128, usato al tempo dalla maggior parte delle sim.
Nel 2001, il CCC ha celebrato il suo ventesimo anniversario con un'installazione luminosa interattiva denominata Project Blinkenlights, tramutando il palazzo Haus des Lehrers di Berlino in un gigantesco schermo per computer. Un seguente installazione (denominata "Arcade") alla Bibliothèque nationale de France ha raggiunto il record di più grande installazione di luci al mondo.
A marzo 2008, il CCC ha acquisito e pubblicato le impronte digitali del ministro dell'interno tedesco Wolfgang Schäuble. Il giornale che ha pubblicato la notizia allegava una copia delle impronte in una pellicola film in modo da poter essere usata sui lettori di impronte digitali. Ciò è stato fatto per protestare contro l'uso dei dati biometrici nei documenti identificativi tedeschi, come ad esempio il'e-passports.
Successivamente, nell'ottobre del 2008, il Project Blinkenlights è stato portato a Toronto, Canada tramite il progetto Stereoscope.

## Eventi

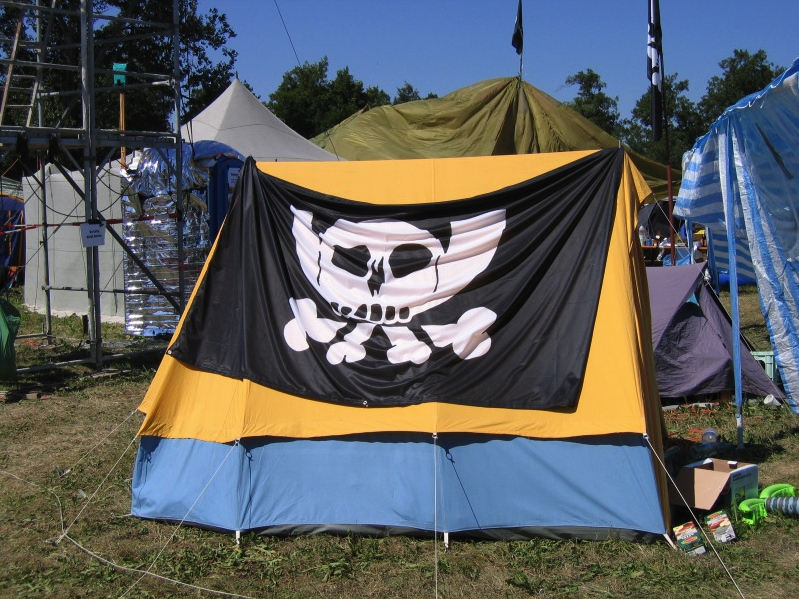
CCC 2003 camp presso Berlino

Il CCC ospita annualmente il congresso Chaos Communication Congress, uno tra i meeting hacker più grandi d'Europa, con fino a 4 500 partecipanti. Ogni 4 anni invece si svolge invece il Chaos Communication Camp.
Il CCC organizza annualmente una conferenza chiamata SIGINT.